# Governo dell'Argentina

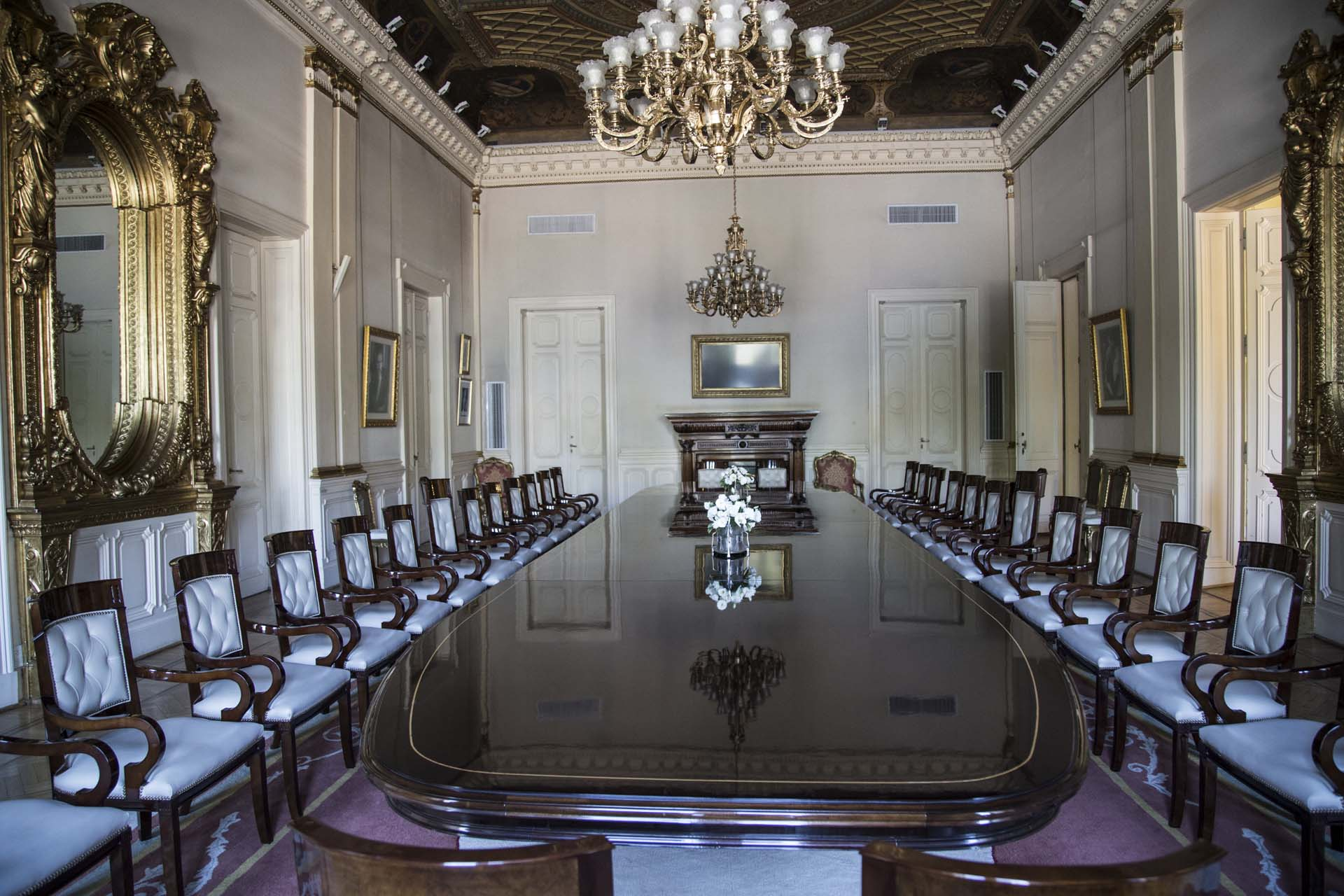
Il Salone Eva Perón, dove si tengono le riunioni di gabinetto.

Il governo dell'Argentina (in spagnolo: Gobierno de Argentina) è un organo del sistema politico argentino, composto dal presidente dell'Argentina e dai ministri, che a loro volta formano il gabinetto di governo, posto al vertice del potere esecutivo. Per il suo carattere federale, il paese ha due strutture governative: il governo nazionale (o federale) e 23 governi provinciali, ciascuno dei quali è considerato precedente alla nazione, esercitando tutti i poteri non espressamente delegati al governo federale.
Il governo attuale è il governo di Milei, entrato in carica il 10 dicembre 2023 in seguito alle elezioni presidenziali del 2023.

## Funzionamento
La composizione del ramo esecutivo comprende, nel presidente, i poteri di capo di Stato e capo di governo, essendo a questi conferito formalmente il potere di amministrare e rappresentare gli interessi della nazione. Il presidente è anche il capo delle Forze armate argentine.
Il presidente e il vicepresidente sono eletti a suffragio universale dai cittadini della nazione. La riforma costituzionale del 1994 ha introdotto un sistema a due turni in base al quale il candidato vincente presidente-vicepresidente deve ricevere più del 45% dei voti validi complessivi, o almeno il 40% di essi e un vantaggio del 10% su l'altro sfidante. In ogni altro caso, i due sfidanti principali devono affrontare un secondo turno il cui vincitore sarà deciso a maggioranza semplice. Questo meccanismo non fu necessario nelle elezioni del 1995, quando sarebbe potuto essere utilizzato per la prima volta, né nelle elezioni del 1999, così come nelle elezioni presidenziali del 2007, 2011 e 2019. Tuttavia, è stato determinante nella scelta di Néstor Kirchner nel 2003, di Mauricio Macri nel 2015 e di Javier Milei nel 2023.
Il vicepresidente appartiene al ramo legislativo, poiché nella sua posizione ricopre anche la presidenza del Senato.
I membri del gabinetto sono nominati direttamente dalla presidenza.

## Componenti attuali

### Gabinetto Milei (2023-)
| Presidenza |                                | |                   |                   |                   |
| Titolare   | Titolare                       | Carica | Simbolo           | Dal               | Al                |
|            | Javier Milei (PL-LLA)          | Presidente Presidente de la Nación Argentina                                                                                              |                   | 10 dicembre 2023  | in carica         |
|            | Victoria Villarruel (PD-LLA)   | Vicepresidente Vicepresidenta de la Nación Argentina                                                                                      | —                 | 10 dicembre 2023  | in carica         |
| Ministri   |                                | |                   |                   |                   |
| Titolare   | Titolare                       | Carica | Simbolo           | Dal               | Al                |
|            | Nicolás Posse (IND-LLA)        | Capo del Gabinetto dei Ministri Jefatura de Gabinete de Ministros                                                                         |                   | 10 dicembre 2023  | 27 maggio 2024    |
|            | Guillermo Francos (IND-LLA)    | Capo del Gabinetto dei Ministri Jefatura de Gabinete de Ministros                                                                         | 27 maggio 2024    | in carica         |                   |
|            | Sandra Pettovello (UCeDé-JxC)  | Ministero del Capitale Umano Ministerio de Capital Humano                                                                                 |                   | 10 dicembre 2023  | in carica         |
|            | Luis Petri (UCR-JxC)           | Ministero della Difesa Ministerio de Defensa                                                                                              |                   | 10 dicembre 2023  | in carica         |
|            | Luis Caputo (PRO-JxC)          | Ministero dell'Economia Ministerio de Economía                                                                                            |                   | 10 dicembre 2023  | in carica         |
|            | Mariano Cúneo Libarona (IND)   | Ministero della Giustizia Ministerio de Justicia                                                                                          |                   | 10 dicembre 2023  | in carica         |
|            | Diana Mondino (IND-LLA)        | Ministero degli Affari Esteri, Commercio Internazionale e Culto Ministerio de Relaciones Exteriores, Comercio Internacional y Culto       |                   | 10 dicembre 2023  | 31 ottobre 2024   |
|            | Gerardo Werthein (IND)         | Ministero degli Affari Esteri, Commercio Internazionale e Culto Ministerio de Relaciones Exteriores, Comercio Internacional y Culto       | 31 ottobre 2024   | in carica         |                   |
|            | Mario Russo (IND)              | Ministero della Salute Ministerio de Salud                                                                                                |                   | 10 dicembre 2023  | 27 settembre 2024 |
|            | Mario Lugones (IND)            | Ministero della Salute Ministerio de Salud                                                                                                | 27 settembre 2024 | in carica         |                   |
|            | Patricia Bullrich (PRO-JxC)    | Ministero della Sicurezza Ministerio de Seguridad                                                                                         |                   | 10 dicembre 2023  | in carica         |
|            | Guillermo Ferraro (IND-LLA)    | Ministero delle Infrastrutture Ministerio de Infraestructura (soppresso)                                                                  |                   | 10 dicembre 2023  | 5 marzo 2024      |
|            | Guillermo Francos (IND-LLA)    | Ministero dell'Interno Ministerio del Interior (soppresso)                                                                                |                   | 10 dicembre 2023  | 27 maggio 2024    |
|            | Federico Sturzenegger (PL-LLA) | Ministero della Deregolamentazione e della Trasformazione dello Stato Ministerio de Desregulación y Transformación del Estado (istituito) |                   | 5 luglio 2024     | in carica         |
| Segretari  |                                | |                   |                   |                   |
| Titolare   | Titolare                       | Carica | Simbolo           | Dal               | Al                |
|            | Karina Milei (PL-LLA)          | Segreteria Generale della Presidenza Secretaría General de la Presidencia de la Nación                                                    |                   | 11 dicembre 2023  | in carica         |
|            | Javier Herrera Bravo (PRO-JxC) | Segreteria Legale e Tecnica della Presidenza Secretaría Legal y Técnica de la Presidencia de la Nación                                    |                   | 12 dicembre 2023  | 3 aprile 2025     |
|            | María Ibarzabal Murphy (IND)   | Segreteria Legale e Tecnica della Presidenza Secretaría Legal y Técnica de la Presidencia de la Nación                                    | 7 aprile 2025     | in carica         |                   |
|            | Leonardo Cifelli (PL-LLA)      | Segreteria della Cultura Secretaría de Cultura (istituita)                                                                                |                   | 27 dicembre 2023  | in carica         |
|            | Sergio Neiffert (IND)          | Segreteria dell’Intelligence dello Stato Secretaría de Inteligencia de Estado (istituita)                                                 |                   | 15 luglio 2024    | in carica         |
|            | Belén Stettler (IND)           | Segreteria di Comunicazione e Stampa della Presidenza Secretaría de Comunicación y Prensa de la Presidencia de la Nación (soppressa)      |                   | 11 dicembre 2023  | 4 gennaio 2024    |
|            | Eduardo Serenellini (IND)      | Segreteria di Comunicazione e Stampa della Presidenza Secretaría de Comunicación y Prensa de la Presidencia de la Nación (soppressa)      | 9 gennaio 2024    | 28 gennaio 2025   |                   |
|            | María Ibarzabal Murphy (IND)   | Segreteria della Pianificazione Strategica Normativa Secretaría de Planeamiento Estratégico Normativo (istituita e soppressa)             |                   | 9 aprile 2024     | 7 aprile 2025     |
|            | Manuel Adorni (PL-LLA)         | Segreteria della Comunicazione e dei Media Secretaría de Comunicación y Medios (istituita)                                                |                   | 18 settembre 2024 | in carica         |

## Componenti precedenti

### Gabinetto Fernández (2019-2023)
| Presidenza |                                         | |                   |                  |                   |
| Titolare   | Titolare                                | Carica | Simbolo           | Dal              | Al                |
|            | Alberto Fernández (PJ-FDT)              | Presidente Presidente de la Nación Argentina                                                                                                |                   | 10 dicembre 2019 | 10 dicembre 2023  |
|            | Cristina Fernández de Kirchner (PJ-FDT) | Vicepresidente Vicepresidenta de la Nación Argentina                                                                                        | —                 | 10 dicembre 2019 | 10 dicembre 2023  |
| Ministri   |                                         | |                   |                  |                   |
| Titolare   | Titolare                                | Carica | Simbolo           | Dal              | Al                |
|            | Santiago Cafiero (PJ-FDT)               | Capo del Gabinetto dei Ministri Jefatura de Gabinete de Ministros                                                                           |                   | 10 dicembre 2019 | 20 settembre 2021 |
|            | Juan Manzur (PJ-FDT)                    | Capo del Gabinetto dei Ministri Jefatura de Gabinete de Ministros                                                                           | 20 settembre 2021 | 15 febbraio 2023 |                   |
|            | Agustín Rossi (PJ-FDT)                  | Capo del Gabinetto dei Ministri Jefatura de Gabinete de Ministros                                                                           | 15 febbraio 2023  | 10 dicembre 2023 |                   |
|            | Eduardo de Pedro (PJ-FDT)               | Ministero dell'Interno Ministerio del Interior                                                                                              |                   | 10 dicembre 2019 | 10 dicembre 2023  |
|            | Felipe Solá (PJ-FDT)                    | Ministero degli Affari Esteri, del Commercio Internazionale e del Culto Ministerio de Relaciones Exteriores, Comercio Internacional y Culto |                   | 10 dicembre 2019 | 20 settembre 2021 |
|            | Santiago Cafiero (PJ-FDT)               | Ministero degli Affari Esteri, del Commercio Internazionale e del Culto Ministerio de Relaciones Exteriores, Comercio Internacional y Culto | 20 settembre 2021 | 10 dicembre 2023 |                   |
|            | Agustín Rossi (PJ-FDT)                  | Ministero della Difesa Ministerio de Defensa                                                                                                |                   | 10 dicembre 2019 | 10 agosto 2021    |
|            | Jorge Taiana (PJ-FDT)                   | Ministero della Difesa Ministerio de Defensa                                                                                                | 10 agosto 2021    | 10 dicembre 2023 |                   |
|            | Sergio Massa (FR-FDT)                   | Ministero dell'Economia Ministerio de Economía (istituito)                                                                                  |                   | 28 luglio 2022   | 10 dicembre 2023  |
|            | Marcela Losardo (IND)                   | Ministero della Giustizia e dei Diritti Umani Ministerio de Justicia y Derechos Humanos                                                     |                   | 10 dicembre 2019 | 18 marzo 2021     |
|            | Martín Soria (PJ-FDT)                   | Ministero della Giustizia e dei Diritti Umani Ministerio de Justicia y Derechos Humanos                                                     | 29 marzo 2021     | 10 dicembre 2023 |                   |
|            | Daniel Arroyo (PJ-FDT)                  | Ministero dello Sviluppo Sociale Ministerio de Desarrollo Social                                                                            |                   | 10 dicembre 2019 | 10 agosto 2021    |
|            | Juan Zabaleta (PJ-FDT)                  | Ministero dello Sviluppo Sociale Ministerio de Desarrollo Social                                                                            | 10 agosto 2021    | 9 ottobre 2022   |                   |
|            | Victoria Tolosa Paz (PJ-FDT)            | Ministero dello Sviluppo Sociale Ministerio de Desarrollo Social                                                                            | 9 ottobre 2022    | 10 dicembre 2023 |                   |
|            | Claudio Moroni (PJ-FDT)                 | Ministero del Lavoro, dell'Impiego e della Sicurezza Sociale Ministerio de Trabajo, Empleo y Seguridad Social                               |                   | 10 dicembre 2019 | 9 ottobre 2022    |
|            | Kelly Olmos (PJ-FDT)                    | Ministero del Lavoro, dell'Impiego e della Sicurezza Sociale Ministerio de Trabajo, Empleo y Seguridad Social                               | 13 ottobre 2022   | 10 dicembre 2023 |                   |
|            | Mario Meoni (FR-FDT)                    | Ministero dei Trasporti Ministerio de Transporte                                                                                            |                   | 10 dicembre 2019 | 23 aprile 2021    |
|            | Gabriel Katopodis (PJ-FDT) (ad interim) | Ministero dei Trasporti Ministerio de Transporte                                                                                            | 23 aprile 2021    | 3 maggio 2021    |                   |
|            | Alexis Guerrera (FR-FDT)                | Ministero dei Trasporti Ministerio de Transporte                                                                                            | 3 maggio 2021     | 1º dicembre 2022 |                   |
|            | Diego Giuliano (FR-FDT)                 | Ministero dei Trasporti Ministerio de Transporte                                                                                            | 1º dicembre 2022  | 10 dicembre 2023 |                   |
|            | Ginés González García (PJ-FDT)          | Ministero della Salute Ministerio de Salud                                                                                                  |                   | 10 dicembre 2019 | 20 febbraio 2021  |
|            | Carla Vizzotti (PJ-FDT)                 | Ministero della Salute Ministerio de Salud                                                                                                  | 20 febbraio 2021  | 10 dicembre 2023 |                   |
|            | Nicolás Trotta (PJ-FDT)                 | Ministero dell'Istruzione Ministerio de Educación                                                                                           |                   | 10 dicembre 2019 | 20 settembre 2021 |
|            | Jaime Perczyk (IND)                     | Ministero dell'Istruzione Ministerio de Educación                                                                                           | 20 settembre 2021 | 10 dicembre 2023 |                   |
|            | Tristán Bauer (PJ-FDT)                  | Ministero della Cultura Ministerio de Cultura                                                                                               |                   | 10 dicembre 2019 | 10 dicembre 2023  |
|            | María Eugenia Bielsa (PJ-FDT)           | Ministero dello Sviluppo Territoriale e dell'Habitat Ministerio de Desarrollo Territorial y Hábitat                                         |                   | 10 dicembre 2019 | 13 novembre 2020  |
|            | Jorge Ferraresi (PJ-FDT)                | Ministero dello Sviluppo Territoriale e dell'Habitat Ministerio de Desarrollo Territorial y Hábitat                                         | 19 novembre 2020  | 23 ottobre 2022  |                   |
|            | Santiago Maggiotti (PJ-FDT)             | Ministero dello Sviluppo Territoriale e dell'Habitat Ministerio de Desarrollo Territorial y Hábitat                                         | 25 ottobre 2022   | 10 dicembre 2023 |                   |
|            | Roberto Salvarezza (PJ-FDT)             | Ministero della Scienza, della Tecnologia e dell'Innovazione Ministerio de Ciencia, Tecnología e Innovación                                 |                   | 10 dicembre 2019 | 20 settembre 2021 |
|            | Daniel Filmus (PJ-FDT)                  | Ministero della Scienza, della Tecnologia e dell'Innovazione Ministerio de Ciencia, Tecnología e Innovación                                 | 20 settembre 2021 | 10 dicembre 2023 |                   |
|            | Gabriel Katopodis (PJ-FDT)              | Ministero delle Opere Pubbliche Ministerio de Obras Públicas                                                                                |                   | 10 dicembre 2019 | 10 dicembre 2023  |
|            | Sabina Frederic (IND)                   | Ministero della Sicurezza Ministerio de Seguridad                                                                                           |                   | 10 dicembre 2019 | 20 settembre 2021 |
|            | Aníbal Fernández (PJ-FDT)               | Ministero della Sicurezza Ministerio de Seguridad                                                                                           | 20 settembre 2021 | 10 dicembre 2023 |                   |
|            | Elizabeth Gómez Alcorta (FPG-FDT)       | Ministero delle Donne, dei Generi e della Diversità Ministerio de las Mujeres, Géneros y Diversidad                                         |                   | 10 dicembre 2019 | 6 ottobre 2022    |
|            | Ayelén Mazzina (PJ-FDT)                 | Ministero delle Donne, dei Generi e della Diversità Ministerio de las Mujeres, Géneros y Diversidad                                         | 13 ottobre 2022   | 10 dicembre 2023 |                   |
|            | Matías Lammens (FPG-FDT)                | Ministero del Turismo e dello Sport Ministerio de Turismo y Deportes                                                                        |                   | 10 dicembre 2019 | 10 dicembre 2023  |
|            | Juan Cabandié (PDV-FDT)                 | Ministero del Turismo e dello Sviluppo Sostenibile Ministerio de Ambiente y Desarrollo Sostenible                                           |                   | 10 dicembre 2019 | 10 dicembre 2023  |
|            | Martín Guzmán (IND)                     | Ministero dell'Economia Ministerio de Economía (soppresso)                                                                                  |                   | 10 dicembre 2019 | 2 luglio 2022     |
|            | Silvina Batakis (PJ-FDT)                | Ministero dell'Economia Ministerio de Economía (soppresso)                                                                                  | 4 luglio 2022     | 28 luglio 2022   |                   |
|            | Matías Kulfas (PJ-FDT)                  | Ministero dello Sviluppo Produttivo Ministerio de Desarrollo Productivo (soppresso)                                                         |                   | 10 dicembre 2019 | 4 giugno 2022     |
|            | Daniel Scioli (PJ-FDT)                  | Ministero dello Sviluppo Produttivo Ministerio de Desarrollo Productivo (soppresso)                                                         | 6 giugno 2022     | 28 luglio 2022   |                   |
|            | Luis Basterra (PJ-FDT)                  | Ministero dell'Agricoltura, dell'Allevamento e della Pesca Ministerio de Agricultura, Ganadería y Pesca (soppresso)                         |                   | 10 dicembre 2019 | 20 settembre 2021 |
|            | Julián Domínguez (PJ-FDT)               | Ministero dell'Agricoltura, dell'Allevamento e della Pesca Ministerio de Agricultura, Ganadería y Pesca (soppresso)                         | 20 settembre 2021 | 28 luglio 2022   |                   |
| Segretari  |                                         | |                   |                  |                   |
| Titolare   | Titolare                                | Carica | Simbolo           | Dal              | Al                |
|            | Julio Vitobello (PJ-FDT)                | Segreteria Generale della Presidenza Secretaría General de la Presidencia de la Nación                                                      |                   | 10 dicembre 2019 | 10 dicembre 2023  |
|            | Vilma Ibarra (NE-FDT)                   | Segreteria Legale e Tecnica della Presidenza Secretaría Legal y Técnica de la Presidencia de la Nación                                      |                   | 10 dicembre 2019 | 10 dicembre 2023  |
|            | Gustavo Béliz (IND)                     | Segreteria degli Affari Strategici della Presidenza Secretaría de Asuntos Estratégicos de la Presidencia de la Nación                       |                   | 10 dicembre 2019 | 28 luglio 2022    |
|            | Mercedes Marcó del Pont (MID-JxC)       | Segreteria degli Affari Strategici della Presidenza Secretaría de Asuntos Estratégicos de la Presidencia de la Nación                       | 28 luglio 2022    | 10 dicembre 2023 |                   |
|            | Juan Pablo Biondi (PJ-FDT)              | Segreteria di Comunicazione e Stampa della Presidenza Secretaría de Comunicación y Prensa de la Presidencia de la Nación                    |                   | 10 dicembre 2019 | 20 settembre 2021 |
|            | Juan Ross (PJ-FDT)                      | Segreteria di Comunicazione e Stampa della Presidenza Secretaría de Comunicación y Prensa de la Presidencia de la Nación                    | 20 settembre 2021 | 30 aprile 2022   |                   |
|            | Gabriela Cerruti (NE-FDT)               | Segreteria di Comunicazione e Stampa della Presidenza Secretaría de Comunicación y Prensa de la Presidencia de la Nación                    | 30 aprile 2022    | 10 dicembre 2023 |                   |

### Gabinetto Macri (2015-2019)
| Presidenza |                                 | |                  |                  |                  |
| Titolare   | Titolare                        | Carica | Simbolo          | Dal              | Al               |
|            | Mauricio Macri (PRO-CAM)        | Presidente Presidente de la Nación Argentina                                                                                      |                  | 10 dicembre 2015 | 10 dicembre 2019 |
|            | Gabriela Michetti (PRO-CAM)     | Vicepresidente Vicepresidenta de la Nación Argentina                                                                              | —                | 10 dicembre 2015 | 10 dicembre 2019 |
| Ministri   |                                 | |                  |                  |                  |
| Titolare   | Titolare                        | Carica | Simbolo          | Dal              | Al               |
|            | Marcos Peña (PRO-CAM)           | Capo del Gabinetto dei Ministri Jefatura de Gabinete de Ministros                                                                 |                  | 10 dicembre 2015 | 10 dicembre 2019 |
|            | Rogelio Frigerio (MID-CAM)      | Ministero dell'Interno, delle Opere Pubbliche e degli Alloggi Ministerio del Interior, Obras Públicas y Vivienda                  |                  | 10 dicembre 2015 | 10 dicembre 2019 |
|            | Susana Malcorra (UCR-CAM)       | Ministero degli Affari Esteri e del Culto Ministerio de Relaciones Exteriores y Culto                                             |                  | 10 dicembre 2015 | 12 giugno 2017   |
|            | Jorge Faurie (IND)              | Ministero degli Affari Esteri e del Culto Ministerio de Relaciones Exteriores y Culto                                             | 12 giugno 2017   | 10 dicembre 2019 |                  |
|            | Julio Martínez (UCR-CAM)        | Ministero della Difesa Ministerio de Defensa                                                                                      |                  | 10 dicembre 2015 | 17 luglio 2017   |
|            | Oscar Aguad (UCR-CAM)           | Ministero della Difesa Ministerio de Defensa                                                                                      | 17 luglio 2017   | 10 dicembre 2019 |                  |
|            | Alfonso Prat-Gay (CC-ARI-CAM)   | Ministero delle Finanze Ministerio de Hacienda (istituito)                                                                        |                  | 10 dicembre 2015 | 31 dicembre 2016 |
|            | Nicolás Dujovne (UCR-CAM)       | Ministero delle Finanze Ministerio de Hacienda (istituito)                                                                        | 10 gennaio 2017  | 17 agosto 2019   |                  |
|            | Hernán Lacunza (PRO-CAM)        | Ministero delle Finanze Ministerio de Hacienda (istituito)                                                                        | 20 agosto 2019   | 10 dicembre 2019 |                  |
|            | Francisco Cabrera (PRO-CAM)     | Ministero della Produzione e del Lavoro Ministerio de Producción y Trabajo                                                        |                  | 10 dicembre 2015 | 16 giugno 2018   |
|            | Dante Sica (IND-CAM)            | Ministero della Produzione e del Lavoro Ministerio de Producción y Trabajo                                                        | 21 giugno 2018   | 10 dicembre 2019 |                  |
|            | Germán Garavano (IND)           | Ministero della Giustizia e dei Diritti Umani Ministerio de Justicia y Derechos Humanos                                           |                  | 10 dicembre 2015 | 10 dicembre 2019 |
|            | Carolina Stanley (PRO-CAM)      | Ministero della Salute e dello Sviluppo Sociale Ministerio de Salud y Desarrollo Social                                           |                  | 10 dicembre 2015 | 10 dicembre 2019 |
|            | Esteban Bullrich (PRO-CAM)      | Ministero dell'Istruzione, della Cultura, della Scienza e della Tecnologia Ministerio de Educación, Cultura, Ciencia y Tecnología |                  | 10 dicembre 2015 | 17 luglio 2017   |
|            | Alejandro Finocchiaro (PRO-CAM) | Ministero dell'Istruzione, della Cultura, della Scienza e della Tecnologia Ministerio de Educación, Cultura, Ciencia y Tecnología | 17 luglio 2017   | 10 dicembre 2019 |                  |
|            | Guillermo Dietrich (PRO-CAM)    | Ministero dei Trasporti Ministerio de Transporte                                                                                  |                  | 10 dicembre 2015 | 10 dicembre 2019 |
|            | Patricia Bullrich (PRO-CAM)     | Ministero della Sicurezza Ministerio de Seguridad                                                                                 |                  | 10 dicembre 2015 | 10 dicembre 2019 |
|            | Ricardo Buryaile (UCR-CAM)      | Ministero dell'Agricoltura, dell'Allevamento e della Pesca Ministerio de Agricultura, Ganadería y Pesca (soppresso)               |                  | 10 dicembre 2015 | 21 novembre 2017 |
|            | Luis Miguel Etchevehere (IND)   | Ministero dell'Agricoltura, dell'Allevamento e della Pesca Ministerio de Agricultura, Ganadería y Pesca (soppresso)               | 21 novembre 2017 | 3 settembre 2018 |                  |
|            | Luis Caputo (IND)               | Ministero del Tesoro Ministerio de Finanzas (istituito e soppresso)                                                               |                  | 2 gennaio 2017   | 14 giugno 2018   |
|            | Gustavo Santos (UCR-CAM)        | Ministero del Turismo Ministerio de Turismo (soppresso)                                                                           |                  | 10 dicembre 2015 | 5 settembre 2018 |
|            | Andrés Ibarra (PRO-CAM)         | Ministero della Modernizzazione Ministerio de Modernización (soppresso)                                                           |                  | 10 dicembre 2015 | 5 settembre 2018 |
|            | Jorge Triaca (PRO-CAM)          | Ministero del Lavoro, dell'Impiego e della Sicurezza Sociale Ministerio de Trabajo, Empleo y Seguridad Social (soppresso)         |                  | 10 dicembre 2015 | 5 settembre 2018 |
|            | Jorge Lemus (PRO-CAM)           | Ministero della Salute Ministerio de Salud (soppresso)                                                                            |                  | 10 dicembre 2015 | 21 novembre 2017 |
|            | Adolfo Rubinstein (UCR-CAM)     | Ministero della Salute Ministerio de Salud (soppresso)                                                                            | 21 novembre 2017 | 3 settembre 2018 |                  |
|            | Lino Baraño (IND)               | Ministero della Scienza, della Tecnologia e dell'Innovazione Ministerio de Ciencia, Tecnología e Innovación (soppresso)           |                  | 10 dicembre 2015 | 5 settembre 2018 |
|            | Sergio Bergman (PRO-CAM)        | Ministero dell'Ambiente e dello Sviluppo Sostenibile Ministerio de Ambiente y Desarrollo Sostenible (soppresso)                   |                  | 10 dicembre 2015 | 3 settembre 2018 |
|            | Juan José Aranguren (IND)       | Ministero dell'Energia Ministerio de Energía (soppresso)                                                                          |                  | 10 dicembre 2015 | 16 giugno 2018   |
|            | Javier Iguacel (PRO-CAM)        | Ministero dell'Energia Ministerio de Energía (soppresso)                                                                          | 21 giugno 2018   | 3 settembre 2018 |                  |
|            | Pablo Avelluto (PRO-CAM)        | Ministero della Cultura Ministerio de Cultura (soppresso)                                                                         |                  | 10 dicembre 2015 | 3 settembre 2018 |
|            | Oscar Aguad (UCR-CAM)           | Ministero delle Comunicazioni Ministerio de Comunicaciones (soppresso)                                                            |                  | 10 dicembre 2015 | 17 luglio 2017   |
| Segretari  |                                 | |                  |                  |                  |
| Titolare   | Titolare                        | Carica | Simbolo          | Dal              | Al               |
|            | Fernando de Andreis (PRO-CAM)   | Segreteria Generale della Presidenza Secretaría General de la Presidencia de la Nación                                            |                  | 10 dicembre 2015 | 10 dicembre 2019 |
|            | Pablo Clusellas (PRO-CAM)       | Segreteria Legale e Tecnica della Presidenza Secretaría Legal y Técnica de la Presidencia de la Nación                            |                  | 10 dicembre 2015 | 10 dicembre 2019 |
|            | Roberto Moro (PJ-FPV)           | Segreteria delle Politiche Integrali sulle Droghe Secretaría de Políticas Integrales sobre Drogas                                 |                  | 10 dicembre 2015 | 10 dicembre 2019 |